# Leppetalbahn
| Zug der Leppetalbahn bei Niederwette |                     |                           |                           |
| |                     |                           |                           |
| Kursbuchstrecke (DB): | zuletzt 240b        |                           |                           |
| Kursbuchstrecke: | 240b (1946)         |                           |                           |
| Streckenlänge: | 18,4 km             |                           |                           |
| Spurweite: | 1000 mm (Meterspur) |                           |                           |
| Maximale Neigung: | 20 ‰                |                           |                           |
| |                     |                           |                           |
| \| \| 0,0 \| Engelskirchen \| Engelskirchen \| \| \| \| Übergang zur Aggertalbahn \| \| \| \| \| Leppe \| \| \| \| 2,0 \| Blumenau \| Blumenau \| \| \| 3,6 \| Bickenbach \| Bickenbach \| \| \| 4,5 \| Papiermühle \| Papiermühle \| \| \| \| Leppe \| \| \| \| \| Leppe \| \| \| \| 5,2 \| Neuremscheid \| Neuremscheid \| \| \| 6,6 \| Felsenthal \| Felsenthal \| \| \| 7,4 \| Kaiserau \| Kaiserau \| \| \| 9,1 \| Berghausen \| Berghausen \| \| \| 9,9 \| Karlsthal \| Karlsthal \| \| \| \| Leppe \| \| \| \| 11,1 \| Gimborn \| Gimborn \| \| \| 13,3 \| Hütte später Hülsenbusch \| Hütte später Hülsenbusch \| \| \| 16,0 \| Niederwette \| Niederwette \| \| \| 18,4 \| Marienheide \| Marienheide \| \| \| \| Übergang zur Volmetalbahn \| \| |                     |                           |                           |
| Kopfbahnhof Streckenanfang (Strecke außer Betrieb) | 0,0                 | Engelskirchen             | Engelskirchen             |
| Strecke (außer Betrieb) |                     | Übergang zur Aggertalbahn | Übergang zur Aggertalbahn |
| Brücke über Wasserlauf (Strecke außer Betrieb) |                     | Leppe                     | Leppe                     |
| Haltepunkt / Haltestelle (Strecke außer Betrieb) | 2,0                 | Blumenau                  | Blumenau                  |
| Haltepunkt / Haltestelle (Strecke außer Betrieb) | 3,6                 | Bickenbach                | Bickenbach                |
| Haltepunkt / Haltestelle (Strecke außer Betrieb) | 4,5                 | Papiermühle               | Papiermühle               |
| Brücke über Wasserlauf (Strecke außer Betrieb) |                     | Leppe                     | Leppe                     |
| Brücke über Wasserlauf (Strecke außer Betrieb) |                     | Leppe                     | Leppe                     |
| Bahnhof (Strecke außer Betrieb) | 5,2                 | Neuremscheid              | Neuremscheid              |
| Bahnhof (Strecke außer Betrieb) | 6,6                 | Felsenthal                | Felsenthal                |
| Haltepunkt / Haltestelle (Strecke außer Betrieb) | 7,4                 | Kaiserau                  | Kaiserau                  |
| Haltepunkt / Haltestelle (Strecke außer Betrieb) | 9,1                 | Berghausen                | Berghausen                |
| Bahnhof (Strecke außer Betrieb) | 9,9                 | Karlsthal                 | Karlsthal                 |
| Brücke über Wasserlauf (Strecke außer Betrieb) |                     | Leppe                     | Leppe                     |
| Bahnhof (Strecke außer Betrieb) | 11,1                | Gimborn                   | Gimborn                   |
| Bahnhof (Strecke außer Betrieb) | 13,3                | Hütte später Hülsenbusch  | Hütte später Hülsenbusch  |
| Bahnhof (Strecke außer Betrieb) | 16,0                | Niederwette               | Niederwette               |
| Kopfbahnhof Streckenende (Strecke außer Betrieb) | 18,4                | Marienheide               | Marienheide               |
| |                     | Übergang zur Volmetalbahn |                           |

Die Leppetalbahn, auch Engelskirchen–Marienheider Eisenbahn, abgekürzt EME, war eine 18,5 km lange, eingleisige Kleinbahnstrecke in Meterspur von Engelskirchen nach Marienheide im Oberbergischen Kreis in Nordrhein-Westfalen.

## Geschichte
Am 30. September 1895 wurde dem Kreis Gummersbach die Konzession für eine Kleinbahn Engelskirchen–Marienheide erteilt. Dieser beauftragte die Firma Lenz & Co. mit dem Bau der Strecke. Der schwierigen geografischen Verhältnisse wegen konnte im Leppetal nur eine Schmalspurbahn gebaut werden, die sich den engen Kurven besser anpassen konnte, außerdem war sie  kostengünstiger zu bauen. So wurde die Bahn mit 1000 Millimeter Spurweite gebaut. Die Dampflokomotiven der Leppetalbahn wurden im Volksmund auch der feurige Elias genannt.
Die Trasse war weitgehend seitlich der Straße verlegt, was sicher auch zum frühen Aus der Bahn führte, da nach der Stilllegung die Straßen verbreitert werden konnten.
Wesentliches Interesse am Bau der Schmalspurbahn hatte die Steinbruchindustrie im Leppetal, die ihre Erzeugnisse nicht länger mit Pferdefuhrwerken zu den Staatsbahnhöfen in Engelskirchen oder Marienheide bringen wollte. Vor allem Grauwacke aus Steinbrüchen zwischen Neuremscheid und Kaiserau wurde in großen Mengen transportiert. In Engelskirchen gab es eine Sturzrampe, von der aus direkt in die regelspurigen Wagen entladen wurde. Die Transportmengen waren aber stark von der Konjunktur im Bauwesen abhängig. Statt 200.000 t im Jahr  1913 wurden 1933 nur noch 30.000 t befördert. Aber auch die Kleineisenindustrie trug zum Verkehrsaufkommen bei.
Die Betriebsführung übernahm nach der Eröffnung am 5. September 1897 die Lenz Tochterfirma Westdeutsche Eisenbahn-Gesellschaft, die sie 1925 auf die Vereinigten Kleinbahnen AG übertrug. Vom 1. August 1956 ging sie schließlich auf die Oberbergische Verkehrsgesellschaft AG (OVAG) über, an der der Oberbergische Kreis beteiligt ist.
Im Zweiten Weltkrieg wurde die Leppetalbahn, besonders der Fahrzeugpark, während der Luftangriffe auf Engelskirchen schwer beschädigt. Nach dem Kriegsende 1945 wurde der Betrieb jedoch wieder aufgenommen.
Der Personenverkehr wurde schon am 8. September 1949 eingestellt, nachdem eine parallel verlaufende Buslinie (die derzeitige OVAG-Linie 308) eingerichtet worden war.
Der Verkehr zur Kleineisenindustrie im Leppetal nahm durch die verstärkte Rüstungsproduktion Ende der 1930er-Jahre zu. Darum wurden seit 1940 auch Rollböcke eingesetzt, dafür wurde in Engelskirchen eine Rollbockgrube errichtet. Die Rollböcke wurden über eine spezielle Kuppelstange mit angeschweißtem Zughaken, die in der Form nur bei dieser Bahn Verwendung fand, direkt an die Lok gekuppelt. Dafür hatten die mittigen Pufferteller zwei Löcher, in die die Zapfen der Kuppelstange eingeführt wurden. Der Güterverkehr beschränkte sich seit  dem 30. Juni 1950 nur noch auf das Teilstück Engelskirchen–Berghausen. Größter Kunde war Schmidt+Clemens mit eigenen Anschlussgleisen. Ab 1. Oktober 1952 war die Bahn in den Gütertarif der DB eingebunden.
Am 31. März 1958 wurde auch diese Reststrecke eingestellt und die Gleise entfernt.
Im Gelände ist die Trasse der ehemaligen Bahn teilweise noch gut zu erkennen. In ihrer gesamten Breite wird sie in Kaiserau als Parkplatz für ein Industriegebiet genutzt.

## Fahrzeuge
Zum Einsatz kamen fünf dreiachsige Nassdampfloks Jung mit den Bezeichnungen EME 1e–5e, (1897) und eine vierachsige Nassdampflokomotive vom selben Hersteller mit der Bezeichnung EME 6d (1925). Die Lokomotiven wurden zur Streckenstilllegung nach 1958 verschrottet.